# Бланко, Ричард
Ричард Хосе Бланко Дельгадо (исп. Richard José Blanco Delgado; 21 января 1982, Ла-Гуайра, Венесуэла) — венесуэльский футболист, нападающий клуба «Минерос Гуаяна». Выступает за сборную Венесуэлы.

## Клубная карьера
В 2012 году Ричард совместно с чилийским клубом О’Хиггинс занял второе место, проиграв матч в финале против чилийского клуба Универсидад де Чили.
Также в 2012 году в составе этого же клуба Бланко участвовал на Южноамериканском кубке, где забил 2 гола в первом матче и был выбран лучшим игроком недели.
12 декабря 2012 года Ричард Бланко подписал контракт с клубом «Минерос Гуаяна». Вторую половину сезона 2016 года провёл в клубе «Самора» и стал чемпионом Венесуэлы, в 2017 году вернулся в «Минерос Гуаяна».

## Сборная
Дебютировал в сборной Венесуэлы 16 ноября 2008 года в товарищеском матче против Анголы. По состоянию на 2017 год сыграл за сборную 16 матчей и забил два гола.

### Голы за сборную Венесуэлы
| #   | Дата           | Место                                            | Противник | Счёт | Результат | Соревнование      |
| --- | -------------- | ------------------------------------------------ | --------- | ---- | --------- | ----------------- |
| 01. | 4 февраля 2015 | Олимпико Метрополитано, Сан-Педро-Сула, Гондурас | Германия  | 1:0  | 3:2       | Товарищеский матч |
| 02. | 12 ноября 2015 | Эрнандо Силес, Ла-Пас, Боливия                   | Боливия   | 2:4  | 2:4       | ЧМ-2018 (отбор)   |

## Достижения
Командные
 «Минерос Гуаяна»
- Чемпионат Венесуэлы по футболу — 2013/14